# Meyssac
Meyssac är en kommun i departementet Corrèze i regionen Nouvelle-Aquitaine i de centrala delarna av Frankrike. Kommunen ligger  i kantonen Meyssac som tillhör arrondissementet Brive-la-Gaillarde. År 2022 hade Meyssac 1 290 invånare.

## Befolkningsutveckling
Antalet invånare i kommunen Meyssac
Referens:INSEE